# 芦別駅
芦別駅（あしべつえき）は、北海道芦別市本町（ほんちょう）にある北海道旅客鉄道（JR北海道）根室本線の駅である。駅番号はT26。電報略号はアシ。事務管理コードは▲130405。
かつては急行「狩勝」の停車駅だった。現在は当駅を通る定期旅客列車は各駅停車のみであるが、夏季に運転される臨時特急「フラノラベンダーエクスプレス」も停車する。

## 歴史

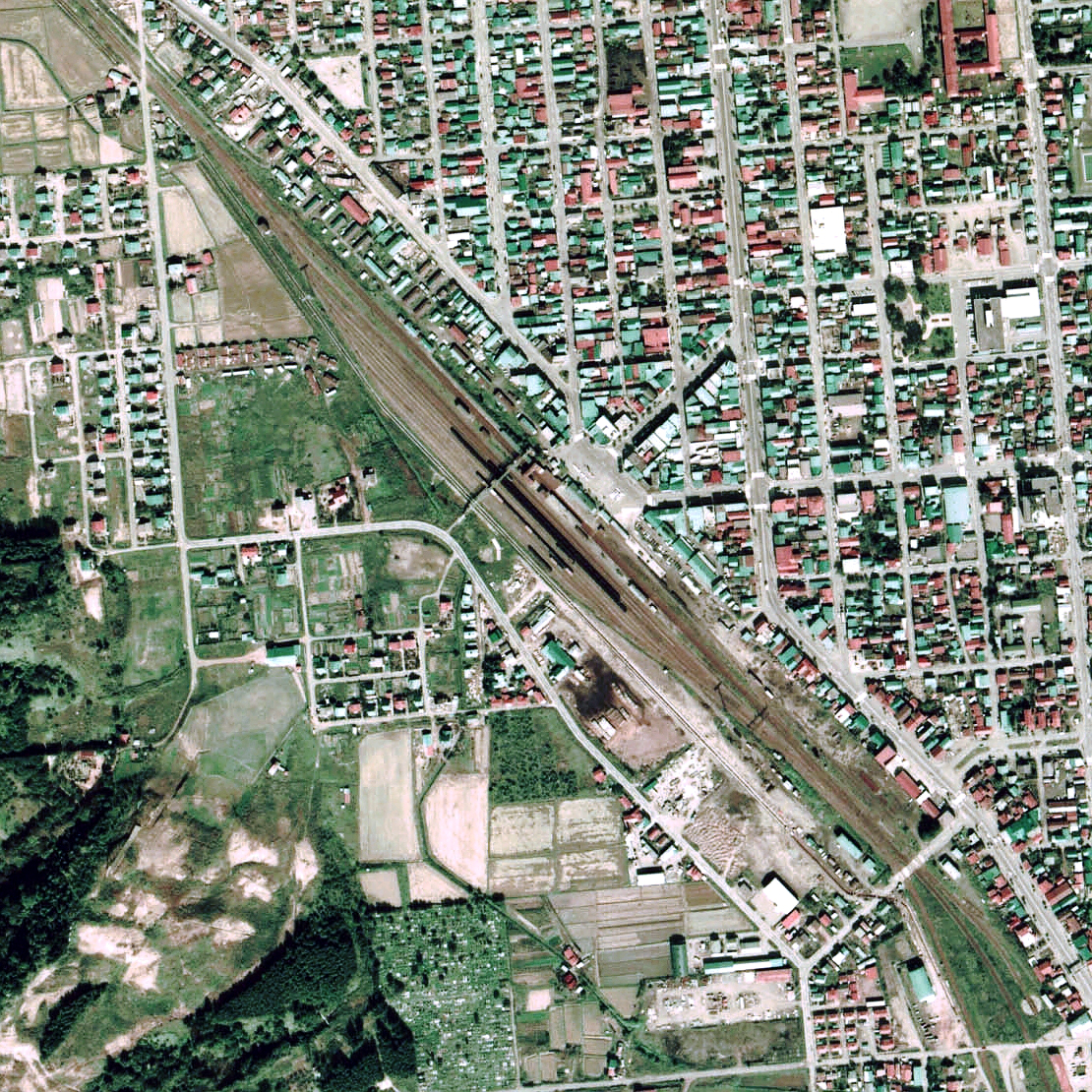
1977年の芦別駅と周囲約1km範囲。右下の右が本線富良野方面、左が三井芦別鉄道の三井芦別（西芦別）方面。

### 年表
- 1913年（大正2年）11月10日：釧路本線（現：根室本線）滝川駅 - 下富良野駅（現：富良野駅）間開通に合わせ、下芦別駅（しもあしべつえき）として開業[2]。一般駅。
- 1920年（大正9年）4月：芦別炭鉱株式会社が盤の沢（ペンケ）-当駅間の運炭用に軽便鉄道を敷設し運用開始。
- 1923年（大正12年）6月1日：三菱鉱業、芦別炭鉱（株）の軽便鉄道に投資、共同経営者となる。
- 1928年（昭和3年）6月2日：三菱鉱業、芦別炭鉱（株）のペンケ坑及び軽便鉄道買収。
- 1933年（昭和8年）9月：三菱鉱業炭鉱閉鎖に伴い軽便鉄道廃止。
- 1940年（昭和15年）11月25日：三井鉱山専用鉄道下芦別（芦別） - 西芦別（三井芦別）間開業。
- 1942年（昭和17年）
  - 7月：高根炭鉱が索道原動所設置。
  - 9月10日：高根炭鉱索道原動所まで引込線敷設。
- 1945年（昭和20年）12月：三井鉱山専用鉄道 三井芦別 - 頼城間開業。
- 1946年（昭和21年）5月1日：芦別駅と改称される[4]。
- 1947年（昭和22年）3月20日：駅舎改築。
- 1948年（昭和23年）
  - 4月：三菱鉱業下芦別坑（第四坑）開坑。専用線設置（時期不明）。
  - 5月26日：油谷鉱業芦別鉱業所が索道原動所設置。
  - 9月7日：油谷鉱業索道原動所まで専用線設置。
- 1949年（昭和24年）
  - 1月20日：三井鉱山専用鉄道（芦別 - 頼城間）で旅客営業開始。
  - 6月：三井鉱山黄金坑が索道原動所設置。
  - 7月1日：三井鉱山黄金坑索道原動所まで引込線敷設。
  - 7月13日：跨線橋設置。
- 1950年（昭和25年）6月：油谷炭鉱専用岐線が三菱鉱業芦別鉱業所専用鉄道と接続。索道廃止。
- 1954年（昭和29年）8月18日：帯広市から小樽市に向かう昭和天皇、香淳皇后のお召し列車が停車。駅前奉迎が行われた[5]。
- 1960年（昭和35年）10月1日：三井鉱山専用鉄道を三井芦別鉄道が継承。高根炭鉱が索道を廃止し、積込み場までトラック輸送に切り替え。
- 1962年（昭和37年）9月30日：三菱鉱業下芦別坑（第四坑）閉山。
- 1966年（昭和41年）11月18日：三井鉱山黄金坑索道廃止（同年6月24日）トラック輸送切り替えに伴い索道原動所までの引込線撤去。
- 1968年（昭和43年）2月9日：高根炭鉱閉山に伴い索道原動所までの引込線撤去。
- 1971年（昭和46年）8月12日：構内人道橋設置。
- 1972年（昭和47年）5月31日：三井芦別鉄道の旅客営業を廃止。
- 1982年（昭和57年）11月：駅前歓迎塔が完成する[6]。
  - 市内に所在した芦別レジャーランド（のちの北の京・芦別、経営破綻後に宗教法人の研修施設となる）の「ホテル五重の塔」を模したものであった[6]。
- 1985年（昭和60年）3月14日：荷物取扱い廃止[2]。
- 1986年（昭和61年）11月1日：三井芦別鉄道の連絡車扱貨物を除き、貨物の取扱いを廃止。
- 1987年（昭和62年）4月1日：国鉄分割民営化により、国鉄の駅は北海道旅客鉄道（JR北海道）の駅となる[2]。
- 1989年（平成元年）
  - 3月26日：三井芦別鉄道全線廃止。翌日付で関連する連絡車扱貨物廃止。
- 2016年（平成28年）
  - 3月25日：この日限りでみどりの窓口の営業を終了し無人化[1]。北海道ジェイ・アール・サービスネットへの委託解除。
  - 4月1日：芦別市による簡易委託で乗車券等の発売を再開[7]。
- 2017年（平成29年）9月20日：駅前広場再整備に関連し駅前歓迎塔を撤去[6][8][9]。
- 2019年（令和元年）
  - 11月16日：駅前広場再整備が完了[10]。
  - 12月1日：北海道中央バスの路線バスが駅前に乗り入れ開始（後述）。

## 駅構造
2面2線の相対式ホームと木造駅舎をもつ地上駅。かつては駅舎の向かい側のホームが島式ホームで、そこにあった3番のりばから三井芦別鉄道の列車が発着していた。上下ホームの移動は跨線橋を使う。
滝川駅が管理し、芦別市が業務を行う簡易委託駅で、常備券・補充券により乗車券、定期券、特急券、指定席券などを発売している。乗車券は当駅発の道内在来線各駅、特急券・指定席券は道内在来線のみ取り扱う。2019年（平成31年）3月現在の窓口営業時間は平日6時45分 - 15時00分（土・日・祝日・年末年始は休み）となり、運賃は車内または着駅で精算する。改札は行わない。

### のりば
| 番線 | 路線      | 方向 | 行先       |
| ---- | --------- | ---- | ---------- |
| 1    | ■根室本線 | 上り | 滝川方面   |
| 1    | ■根室本線 | 下り | 富良野方面 |
| 2    | ■根室本線 | 上り | 滝川方面   |

上り・下りとも駅舎側の1番ホームを使用する。ただし、上り列車で対向列車がある場合は2番ホームを使う。朝6時台に当駅始発・滝川行きがある。

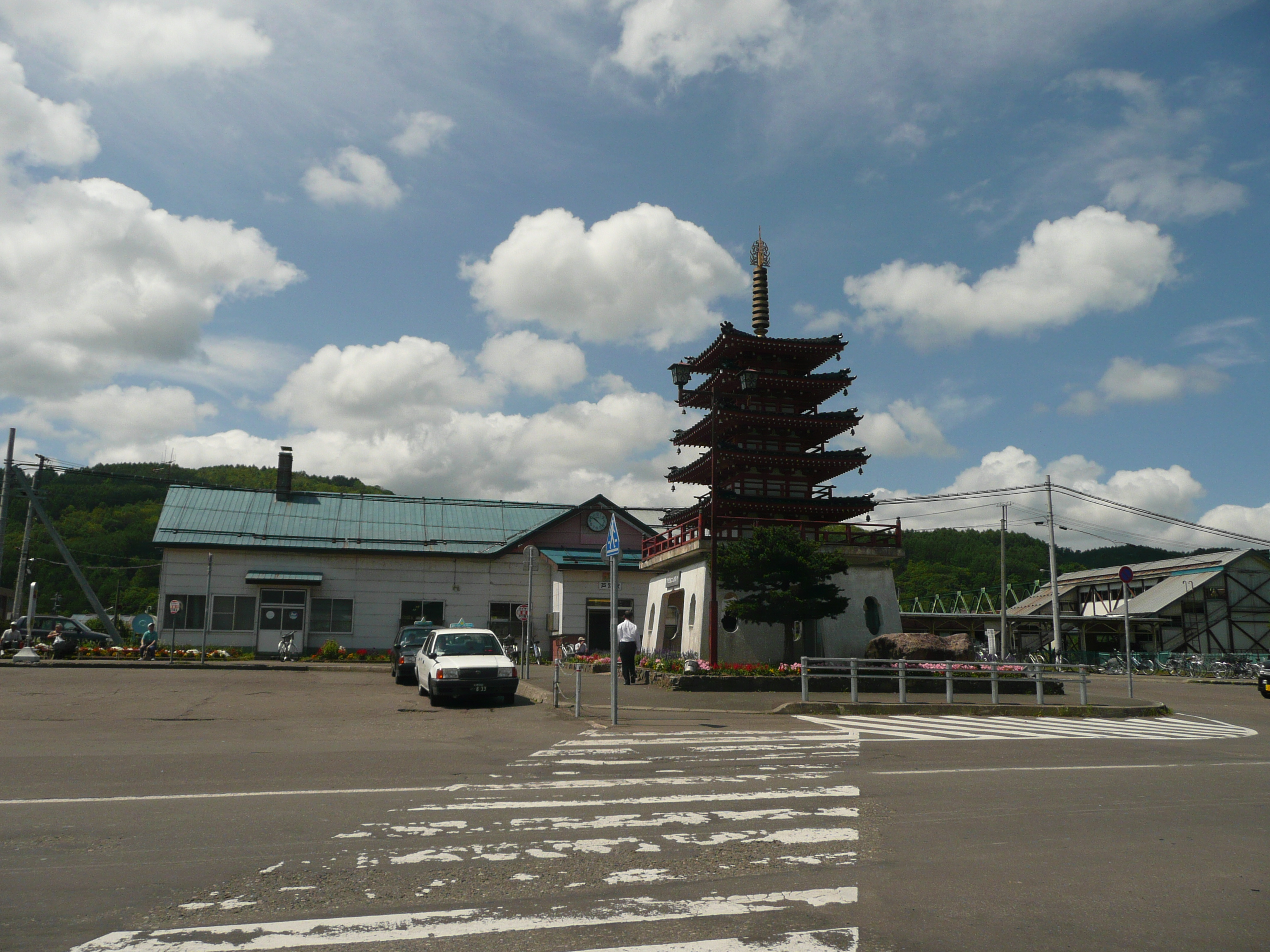
改修前の駅舎（五重塔撤去前、2008年7月）
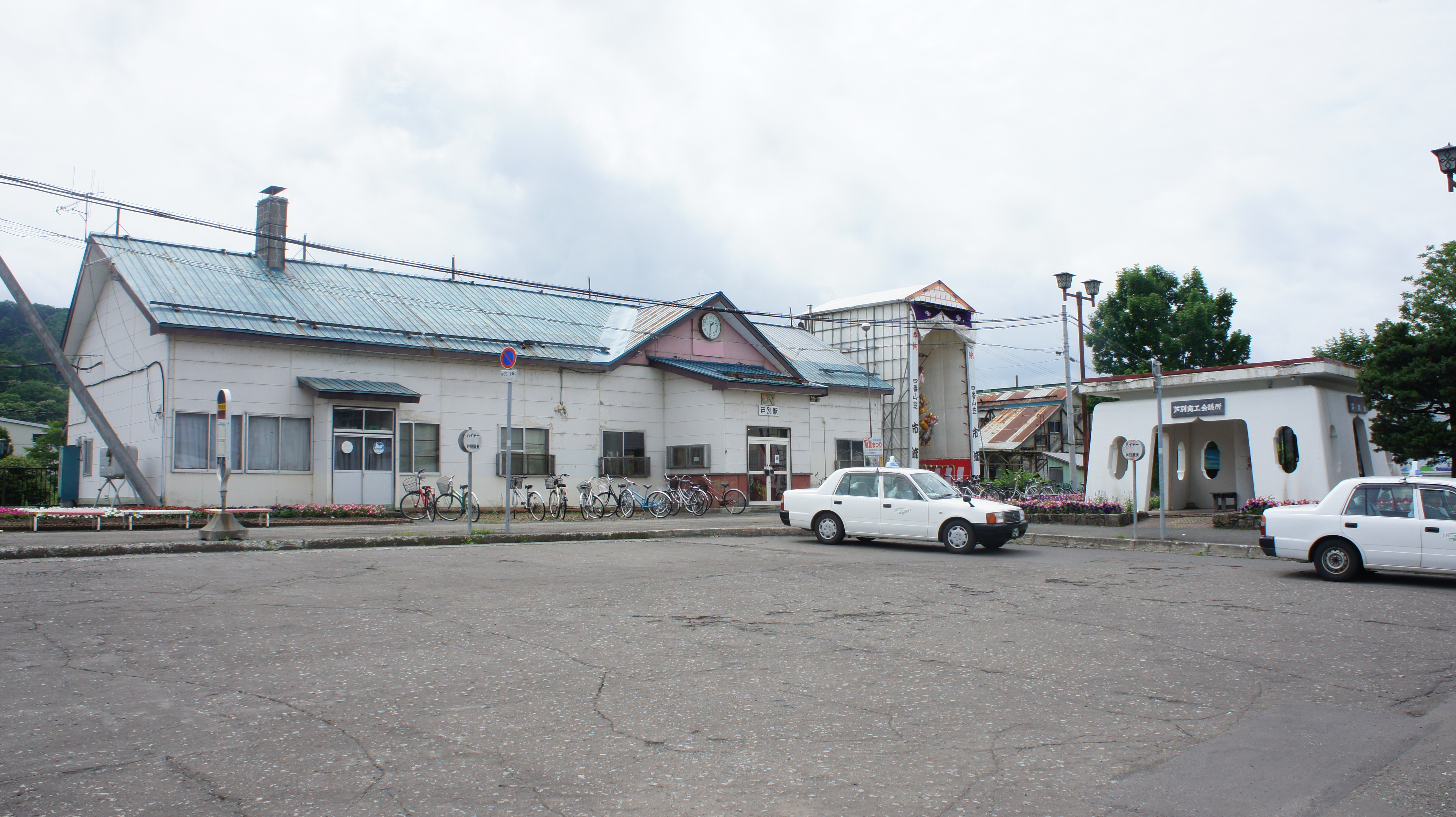
改修前の駅舎（五重塔撤去後、2018年7月）
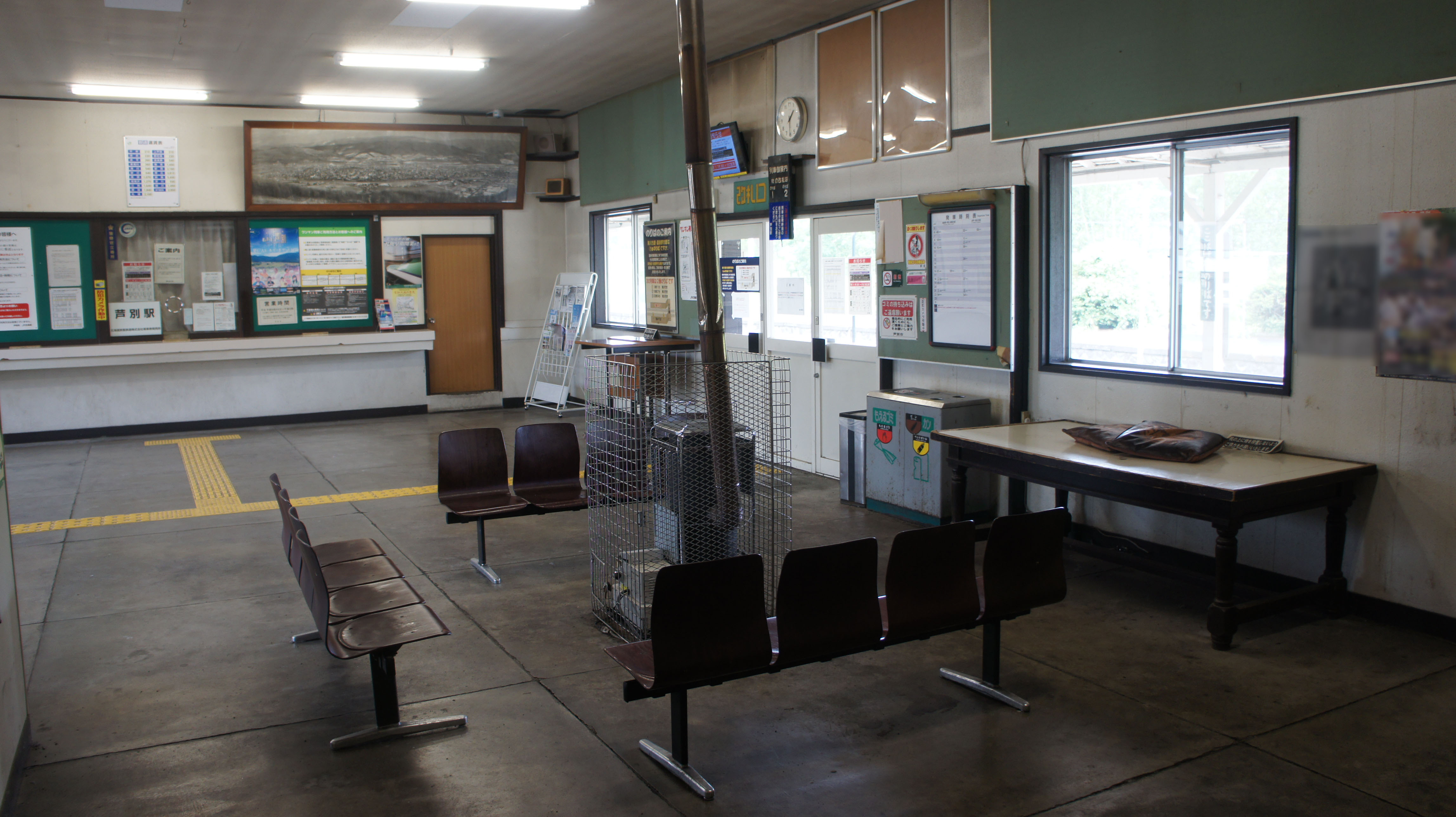
待合室（2018年7月）
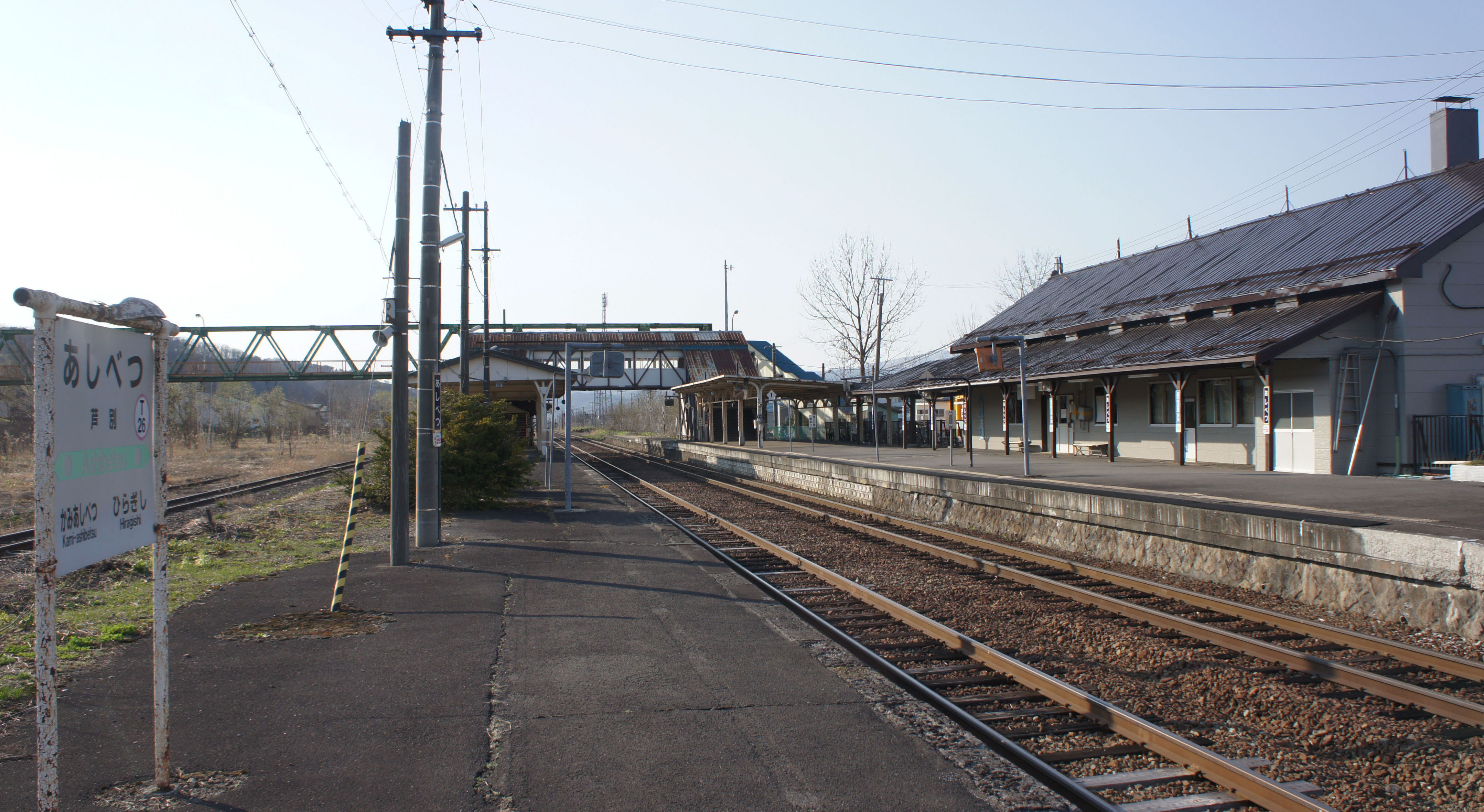
ホーム（2019年4月）
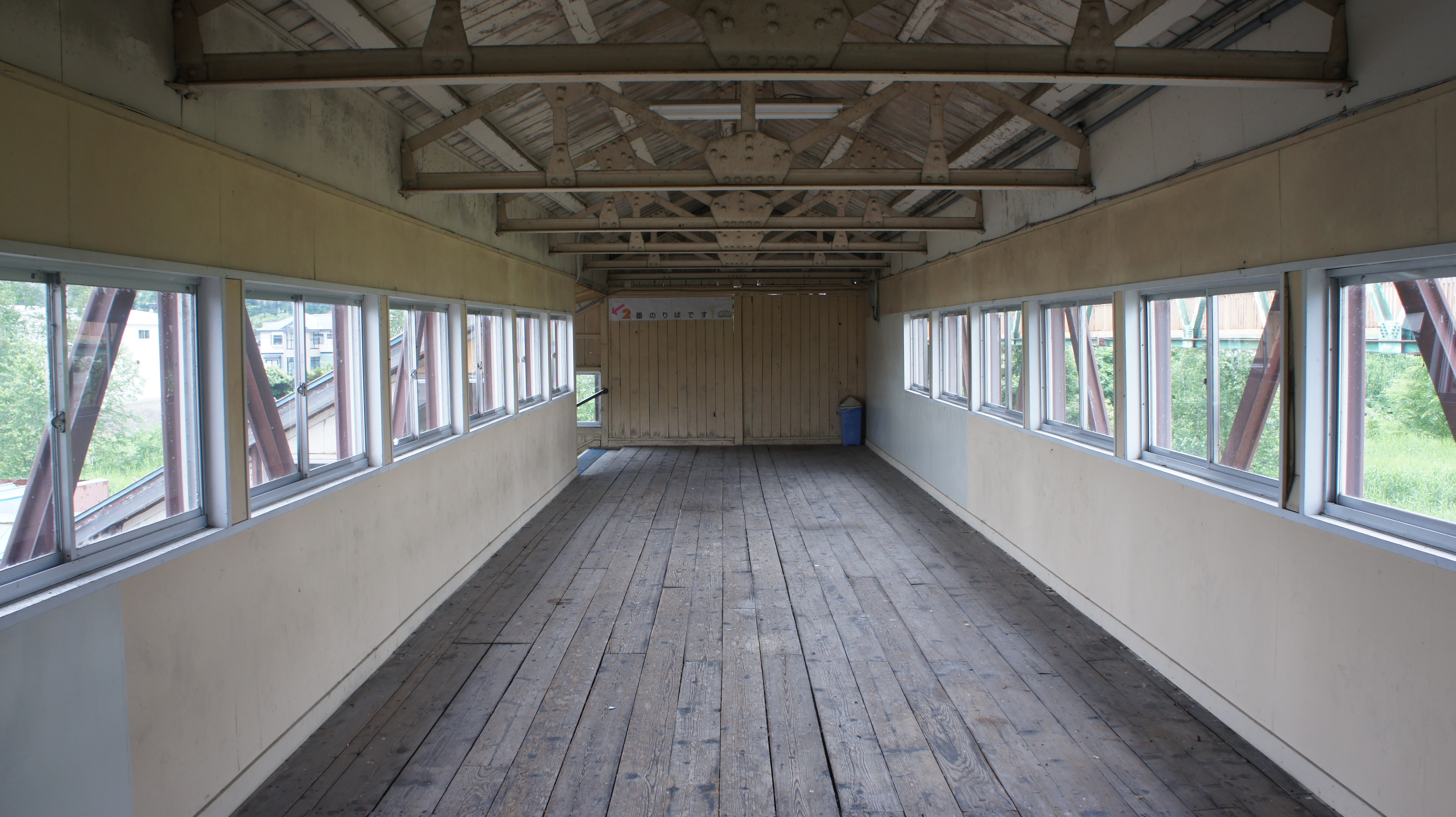
跨線橋（2018年7月）
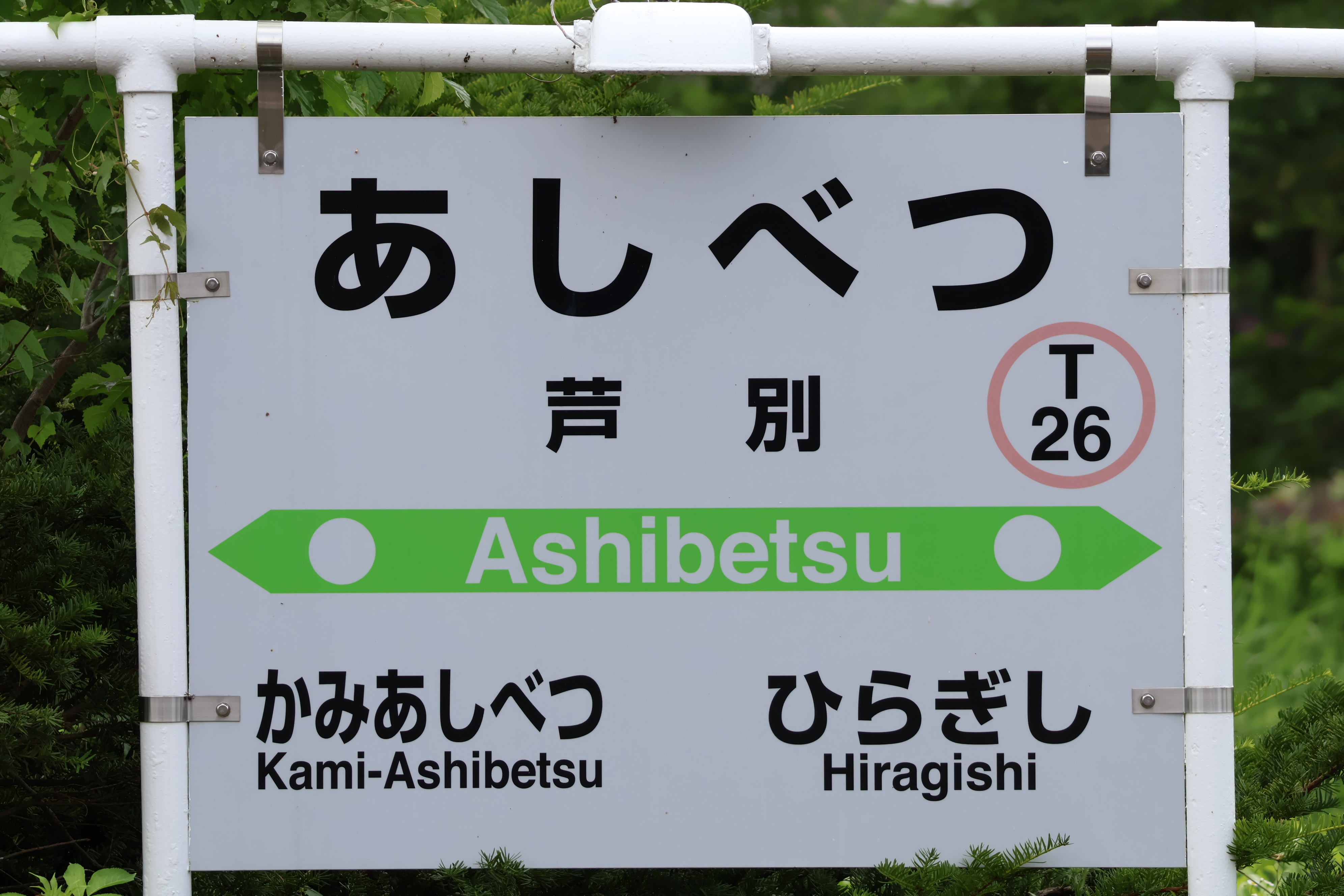
駅名標（2025年7月）

## 利用状況
乗車人員の推移は以下のとおり。年間の値のみ判明している年については、当該年度の日数で除した値を括弧書きで1日平均欄に示す。乗降人員のみが判明している場合は、1/2した値を括弧書きで記した。
また、「JR調査」については、当該の年度を最終年とする過去5年間の各調査日における平均である。
| 年度               | 乗車人員 | 乗車人員 | 乗車人員 | 出典              | 備考 |
| 年度               | 年間     | 1日平均  | JR調査   | 出典              | 備考 |
| ------------------ | -------- | -------- | -------- | ----------------- | ---- |
| 1999年（平成11年） | 77,220   | (211.0)  |          | [ 13 ]            |      |
| 2000年（平成12年） | 82,130   | (225.0)  |          | [ 13 ]            |      |
| 2001年（平成13年） | 73,370   | (201.0)  |          | [ 13 ]            |      |
| 2002年（平成14年） | 72,270   | (198.0)  |          | [ 13 ]            |      |
| 2003年（平成15年） | 66,980   | (183.0)  |          | [ 13 ]            |      |
| 2004年（平成16年） | 68,260   | (187.0)  |          | [ 13 ]            |      |
| 2005年（平成17年） | 62,050   | (170.0)  |          | [ 13 ]            |      |
| 2006年（平成18年） | 61,690   | (169.0)  |          | [ 13 ]            |      |
| 2007年（平成19年） | 60,390   | (165.0)  |          | [ 13 ]            |      |
| 2008年（平成20年） | 63,880   | (175.0)  |          | [ 13 ]            |      |
| 2009年（平成21年） | 60,960   | (167.0)  |          | [ 13 ]            |      |
| 2010年（平成22年） | 65,700   | (180.0)  |          | [ 13 ]            |      |
| 2011年（平成23年） | 68,080   | (186.0)  |          | [ 13 ]            |      |
| 2012年（平成24年） | 71,540   | (196.0)  |          | [ 13 ]            |      |
| 2013年（平成25年） | 63,145   | (173.0)  |          | [ 13 ]            |      |
| 2014年（平成26年） | 55,845   | (153.0)  |          | [ 13 ]            |      |
| 2015年（平成27年） | 52,338   | (143.0)  |          | [ 13 ]            |      |
| 2016年（平成28年） | 40,505   | (111.0)  | 147.2    | [ 14 ] [ JR北 1 ] |      |
| 2017年（平成29年） | 39,785   | (109.0)  | 130.4    | [ 14 ] [ JR北 2 ] |      |
| 2018年（平成30年） | 37,960   | (104.0)  | 123.0    | [ 14 ] [ JR北 3 ] |      |
| 2019年（令和元年） | 38,064   | (104.0)  | 115.6    | [ 15 ] [ JR北 4 ] |      |
| 2020年（令和02年） |          |          | 108.0    | [ JR北 5 ]        |      |
| 2021年（令和03年） |          |          | 102.0    | [ JR北 6 ]        |      |
| 2022年（令和04年） |          |          | 92.4     | [ JR北 7 ]        |      |
| 2023年（令和05年） |          |          | 83.8     | [ JR北 8 ]        |      |

## 駅周辺
- 北海道道788号芦別停車場線
- 国道38号・国道452号
- 道の駅スタープラザ芦別
- 芦別市役所
- 芦別警察署
- 芦別警察署駅前交番(2021年3月廃止)
- 芦別郵便局
- 北門信用金庫芦別支店
- 北洋銀行芦別支店
- 北海道銀行芦別支店
- たきかわ農業協同組合（JAたきかわ）芦別中央支店
- 日本通運芦別営業センター
- 星の降る里百年記念館
- 北の京・芦別
- 旭ヶ丘公園
- コズミックタワー
- 芦別市健民センター
- 芦別市消防本部 ・芦別市消防署
- 芦別市立芦別小学校
- 北海道芦別高等学校
- 芦別スキー場
- 芦別温泉
- 芦別温泉スターライトホテル
- カナディアンワールド公園

## バス路線
駅前に空知交通・北海道中央バスの路線バスが乗り入れている。停留所名は「芦別駅前」。

2008年4月の北海道中央バスの芦別営業所（芦別ターミナル）廃止・芦別市内線撤退までは、各バス路線は駅から国道沿いに出たに芦別ターミナルで発着していたものの、芦別市内線を移譲された空知交通は各路線を駅前発着に変更、北海道中央バスの路線については旧・芦別ターミナルの至近に「芦別」停留所を設置して対応することとなった。
その後2019年12月1日のダイヤ改正より、北海道中央バスも芦別駅前への乗り入れを開始した。
発着路線は以下の通り。
- 空知交通（2020年10月1日現在[18]）
  - 本町循環線 （循環）芦別駅前行き
  - 上芦別線 さつき団地行き
  - 芦別温泉線 芦別温泉行き
  - 頼城線 頼城行き
- 北海道中央バス（2021年12月1日現在[19]）
  - 高速ふらの号 富良野駅前行き、札幌駅前行き
  - 滝芦線 滝川駅前行き
- 芦別市（運行は芦別ハイヤー 2021年10月1日現在[20]）
  - 芦別・新城線 新城峠行き（予約制）
    - 旭川方面は、新城峠で旭川電気軌道の豊里線に乗り継ぐことができる。(予約制)

## 芦別炭鉱/三菱炭鉱　ペンケ（邊渓）炭礦軽便鉄道
大正7年5月、芦別炭鉱株式会社が空知川対岸のペンケホロナイ川盤の沢に炭鉱を開坑し、選炭場より空知川に架設した木橋を渡って市街を縦断し、芦別駅の富良野側に設けた貯炭場へ至る距離約8kmの軽便鉄道を敷設、大正9年4月から運炭を開始した。運用は蒸気機関車2t、3t、8tの3台で行われた。隣接鉱区で開坑した久原鉱業株式会社もこれを利用し、さらに近隣で三菱鉱業が開坑すると、三菱はこれに投資して共同経営者となり、最終的に芦別炭鉱の所有する当鉱区及び施設、当鉄道の一切を買収した。なお芦別市史によれば買収は大正12年6月1日となっているが、三菱鉱業社史では大正12年5月に当鉄道に資金投資及び共同経営権の締結、昭和3年6月2日買収となっている。昭和8年9月の三菱鉱業休山に際した当鉄道の扱いについて明確な記述は上記資料には見当たらないが、昭和23年の米軍撮影航空写真で見る限り、橋が橋脚を残して撤去されており、他に運用したとの記述も無い。
- 専用軌道敷設工事申請　大正7年8月20日　芦別炭鉱株式会社
- 敷設工事許可　大正8年6月4日　北海道庁

## 隣の駅
北海道旅客鉄道（JR北海道）
■根室本線
平岸駅 (T25) - *（高根信号場） - 芦別駅 (T26) - 上芦別駅 (T27)
*打消線は廃止信号場

### JR北海道
1. ↑  “駅別乗車人員（2016）” (PDF). 線区データ（当社単独では維持することが困難な線区）(地域交通を持続的に維持するために).   北海道旅客鉄道株式会社. p. 2 (2017年12月8日). 2018年8月17日時点のオリジナルよりアーカイブ。2018年8月17日閲覧。
2. ↑  「根室線（滝川・富良野間）」（PDF）『線区データ（当社単独では維持することが困難な線区）(地域交通を持続的に維持するために)』、北海道旅客鉄道株式会社、3頁、2018年7月2日。オリジナルの2018年8月18日時点におけるアーカイブ。2018年8月18日閲覧。
3. ↑  “根室線（滝川・富良野間）” (PDF). 線区データ（当社単独では維持することが困難な線区）(地域交通を持続的に維持するために).   北海道旅客鉄道. p. 3 (2019年10月18日). 2019年10月18日時点のオリジナルよりアーカイブ。2019年10月18日閲覧。
4. ↑  “根室線（滝川・富良野間）” (PDF). 地域交通を持続的に維持するために > 輸送密度200人以上2,000人未満の線区（「黄色」8線区）.   北海道旅客鉄道. p. 3 (2020年10月30日). 2020年11月2日時点のオリジナルよりアーカイブ。2020年11月4日閲覧。
5. ↑  “駅別乗車人員  特定日調査（平日）に基づく”.   北海道旅客鉄道. 2022年8月3日時点のオリジナルよりアーカイブ。2022年8月14日閲覧。
6. ↑  “駅別乗車人員  特定日調査（平日）に基づく”.   北海道旅客鉄道. 2022年9月3日時点のオリジナルよりアーカイブ。2022年9月3日閲覧。
7. ↑  “駅別乗車人員  特定日調査（平日）に基づく”.   北海道旅客鉄道. 2023年11月10日時点のオリジナルよりアーカイブ。2023年11月10日閲覧。
8. ↑  “駅別乗車人員  特定日調査（平日）に基づく”.   北海道旅客鉄道 (2024年). 2024年9月9日時点のオリジナルよりアーカイブ。2024年9月9日閲覧。